# Clossiana phaenna
Clossiana phaenna är en fjärilsart som beskrevs av Jachontov 1909. Clossiana phaenna ingår i släktet Clossiana och familjen praktfjärilar. Inga underarter finns listade i Catalogue of Life.